# Сумптуарни закони
Сумптуарни закони (од латинског израза sumptuariae leges) јесу закони којима се настоје регулисати потрошња становништва, односно располагање њиховом личном имовином. Традиционално су то били закони којима се настоји да се регулише друштвена хијерархија и морал, ро правилу тако да се уводе ограничења у исхрани, одевању или луксузним добрима. У већини случајева, такви закони нису давали резултате.
Разлози због којих су се уводили сумптуарни закони били су различити. Њима су поједине државе настојале да очувају позитивни трговински биланс и јавне финансије кроз забрану увоза стране луксузне робе. У другим друштвима су биле средство идентификације појединих друштвених класа, односно једна од метода друштвене дискриминације. Њима се тако настојало да се спрече припадници ниже класе да својом одећом имитирају припаднике више класе, односно да се стигматизују "непожељне" друштвене групе.